# Podkowiec śródziemnomorski
Podkowiec śródziemnomorski (Rhinolophus euryale) – gatunek ssaka latającego z rodziny podkowcowatych (Rhinolophidae). Żyje głównie na obszarze basenu Morza Śródziemnego (Europa Południowa, północno-zachodnie wybrzeże Afryki). 

## Taksonomia
Gatunek po raz pierwszy zgodnie z zasadami nazewnictwa binominalnego opisał w 1853 roku niemiecki zoolog Johann Heinrich Blasius nadając mu nazwę Rhinolophus euryale. Holotyp pochodził z Mediolanu, we Włoszech.  
Rhinolophus euryale należy do grupy gatunkowej euryale. Populacje R. euryale z regionu Lewantu wydają się być nienazwanym podgatunkiem, ale potrzebne są dodatkowe badania, aby to wyjaśnić. Autorzy Illustrated Checklist of the Mammals of the World uznają ten gatunek za monotypowy. 

### Etymologia
- Rhinolophus: gr. ῥις rhis, ῥινος rhinos „nos”; λοφος lophos „grzebień”[12].
- euryale: w mitologii greckiej Euriale (gr. Ευρυαλη Eurualē, łac. Euryale) była jedną z trzech gorgon[13].

## Zasięg występowania
Podkowiec śródziemnomorski występuje w południowej Europie (od Półwyspu Iberyjskiego i środkowej oraz południowej Francji po cały Półwysep Bałkański, w tym wyspy Korsyka, Sardynia, Sycylia i Rodos oraz odizolowane obszary południowej Słowacji i północnych Węgier), w północnej Afryce (północne Maroko, północna Algieria i Tunezja) i w południowo-zachodniej Azji (Turcja, Kaukaz, obszar Lewantu, północny i zachodni Iran oraz północny Irak); być może jest także na Cyprze (znany z jednego okazu uważanego przez większość autorów za osobnika podkowca średniego (R. mehelyi)) i w Turkmenistanie.

## Morfologia
Długość ciała (bez ogona) 43–58 mm, długość ogona 22–30 mm, długość ucha 17–27 mm, długość tylnej stopy 9–11 mm, długość przedramienia 43–51 mm; masa ciała 7,5–17,5 g. Posiada puszyste futro porastające jasnoszarą skórę. Strona grzbietowa jest szaro-brązowa, czasem z rudawym odcieniem. Strona brzuszna jest szaro-biała bądź żółto-biała. Kariotyp wynosi 2n = 58 i FNa = 60.
Używają echolokacji, której charakterystyka dźwięku jest skorelowana z wiekiem i długością skrzydeł, ale już w przeciwieństwie do swoich bliskich krewnych - nie z masą ciała.

## Ekologia

### Środowisko
R. euryale preferuje ciepłe, lesiste wzgórza i góry, zwłaszcza obszary wapienne z wieloma jaskiniami i dostępem do wody. Jaskinie zapewniają im schronienie, miejsce hibernacji i rozrodu. Schronienie to niejednokrotnie dzielą wraz z innymi podkowcowatymi, lecz nigdy nie mieszają się wzajemnie.

### Rozmnażanie
Niewiele wiadomo o cyklu reprodukcyjnym podkowca. Wylęgarnie mieszczą zwykle 50-400 samic oraz rzadziej występujące samce.

### Polowanie
Podkowiec śródziemnomorski opuszcza schronienie późnym wieczorem, polując nisko nad ziemią, na ciepłych zboczach, lecz czasem również w gęstych lasach, chwytając ćmy i inne drobne owady.
Podkowiec śródziemnomorski wykazuje 3 strategie polowania:
1. Ciągłe latanie slalomem, wraz z okrążaniem obranego celu.
2. Latanie w koronie drzewa, często z nurkowaniem pomiędzy gałęziami.
3. Zwisanie z drzewa, podczas którego nietoperz obserwuje ofiarę, by następnie się na nią rzucić.